# Australian Football League
|  | Aquest article tracta sobre la lliga de futbol australià. Vegeu-ne altres significats a «Lliga australiana de futbol». |

L'Australian Football League (AFL) és la competició professional australiana de futbol australià.

## Història
L'organització predecessora de l'Australian Football League fou creada l'any 1897, quan vuit equips de la Victorian Football Association (VFA, creada el 1877) trencaren amb aquesta i crearen la Victorian Football League (VFL). Aquests clubs foren: Carlton, Collingwood, Essendon, Fitzroy, Geelong, Melbourne (el club més antic), South Melbourne, i St Kilda. L'any 1925 la lliga fou ampliada a 12 equips (tots ells de Victòria). L'any 1982 començà la fase d'expansió nacional quan el South Melbourne fou recol·locat a Sydney, Nova Gal·les del Sud. Des d'aleshores cinc altres clubs de fora de Victòria foren afegits: dos d'Austràlia Occidental i Austràlia Meridional i un més de Queensland. La lliga adoptà el nom d'Australian Football League el 1990 per reflectir la nova situació nacional.

## Equips
L'AFL es disputa en un grup únic, sense divisions ni conferències, i sense ascensos ni descensos des d'altres lligues. La lliga la formen 18 equips que disputen 22 partits (a casa i a fora) en la fase regular, entre març i agost, seguit de les finals les següents quatre setmanes. La competició culmina en la gran final (AFL Grand Final).
| Club             | Àlies     | Localització                   | Estadi i (capacitat)               | Campionats                                                                                     |
| ---------------- | --------- | ------------------------------ | ---------------------------------- | ---------------------------------------------------------------------------------------------- |
| Adelaida         | Crows     | Adelaida, Austràlia Meridional | Adelaide Oval (53.500)             | 1997, 1998                                                                                     |
| Brisbane Lions   | Lions     | Brisbane, Queensland           | The Gabba (37.000)                 | 2001, 2002, 2003                                                                               |
| Carlton          | Blues     | Melbourne, Victòria            | Marvel Stadium (47.000)            | 1906, 1907, 1908, 1914, 1915, 1938, 1945, 1947, 1968, 1970, 1972, 1979, 1981, 1982, 1987, 1995 |
| Collingwood      | Magpies   | Melbourne, Victòria            | Melbourne Cricket Ground (100.000) | 1902, 1903, 1910, 1917, 1919, 1927, 1928, 1929, 1930, 1935, 1936, 1953, 1958, 1990, 2010, 2023 |
| Essendon         | Bombers   | Melbourne, Victòria            | Marvel Stadium (47.000)            | 1897, 1901, 1911, 1912, 1923, 1924, 1942, 1946, 1949, 1950, 1962, 1965, 1984, 1985, 1993, 2000 |
| Fremantle        | Dockers   | Perth, Austràlia Occidental    | Optus Stadium (61.000)             | Cap                                                                                            |
| Geelong          | Cats      | Geelong, Victòria              | GMHBA Stadium (40.000)             | 1925, 1931, 1937, 1951, 1952, 1963, 2007, 2009, 2011, 2022                                     |
| Gold Coast       | Suns      | Gold Coast, Queensland         | People First Stadium (22.500)      | Cap                                                                                            |
| GWS              | Giants    | Sydney, Nova Gal·les del Sud   | Engie Stadium (23.500)             | Cap                                                                                            |
| Hawthorn         | Hawks     | Melbourne, Victòria            | Melbourne Cricket Ground (100.000) | 1961, 1971, 1976, 1978, 1983, 1986, 1988, 1989, 1991, 2008, 2013, 2014, 2015                   |
| Melbourne        | Demons    | Melbourne, Victòria            | Melbourne Cricket Ground (100.000) | 1900, 1926, 1939, 1940, 1941, 1948, 1955, 1956, 1957, 1959, 1960, 1964, 2021                   |
| North Melbourne  | Kangaroos | Melbourne, Victòria            | Marvel Stadium (47.000)            | 1975, 1977, 1996, 1999                                                                         |
| Port Adelaida    | Power     | Adelaida, Austràlia Meridional | Adelaide Oval (53.500)             | 2004                                                                                           |
| Richmond         | Tigers    | Melbourne, Victòria            | Melbourne Cricket Ground (100.000) | 1920, 1921, 1932, 1934, 1943, 1967, 1969, 1973, 1974, 1980, 2017, 2019, 2020                   |
| St Kilda         | Saints    | Melbourne, Victòria            | Marvel Stadium (47.000)            | 1966                                                                                           |
| Sydney           | Swans     | Sydney, Nova Gal·les del Sud   | Sydney Cricket Ground (48.000)     | 1909, 1918, 1933, 2005, 2012                                                                   |
| West Coast       | Eagles    | Perth, Austràlia Occidental    | Optus Stadium (61.000)             | 1992, 1994, 2006, 2018                                                                         |
| Western Bulldogs | Bulldogs  | Melbourne, Victòria            | Marvel Stadium (47.000)            | 1954, 2016                                                                                     |

- A 2024.

### Propers equips
| Club     | Àlies  | Localització                          | Any entrant | Estadi i (capacitat)                                                   |
| -------- | ------ | ------------------------------------- | ----------- | ---------------------------------------------------------------------- |
| Tasmània | Devils | Hobart, Tasmània Launceston, Tasmània | 2028        | Macquarie Point Stadium (23.000) University of Tasmania Arena (19.000) |

### Antics equips
| Club           | Localització         | Estadi                   | Anys      | Campionats                                     | Causes de l'abandonament |
| -------------- | -------------------- | ------------------------ | --------- | ---------------------------------------------- | --- |
| Fitzroy Lions  | Melbourne, Victòria  | Whitten Oval             | 1897-1996 | 1898, 1899, 1904, 1905, 1913, 1916, 1922, 1944 | Fusionat amb Brisbane Bears per esdevenir Brisbane Lions el 1997.                                                                    |
| Brisbane Bears | Brisbane, Queensland | The Gabba                | 1987-1996 | -                                              | Fusionat amb Fitzroy Lions per esdevenir Brisbane Lions el 1997.                                                                     |
| University     | Parkville, Victòria  | Melbourne Cricket Ground | 1908-1914 | -                                              | Els seus jugadors s'allistaren el 1915 a l'exèrcit per la I Guerra Mundial. L'any 1919 tornà a crear-se però no ingressà a la lliga. |

### Nous equips
- Gold Coast Football Club. Previst pel 2011.
- Greater Western Sydney. Previst pel 2012 o 2013.

## Estadis
Al llarg de la història de VFL/AFL, els partits s'han jugat en un total de 50 estadis a partir del 2024. El més gran d'ells és el Melbourne Cricket Ground (MCG), que té una capacitat de més de 100.000 espectadors (el que el converteix en un dels estadis més grans del món) i acostuma a acollir la Gran Final de l'AFL cada any.
S'han jugat partits a tots els estats i territoris d'Austràlia. A més, l'Estadi Jiangwan a Xangai, Xina i el Wellington Regional Stadium a Wellington, Nova Zelanda són els únics estadis fora d'Austràlia on s'han jugat partits durant la temporada.

### Estadis actuals
| Estadi                                     | Localització                                  | Capacitat | Equip(s)                                                                 |
| ------------------------------------------ | --------------------------------------------- | --------- | ------------------------------------------------------------------------ |
| Adelaide Oval                              | Adelaida, Austràlia Meridional                | 53.500    | Adelaida, Port Adelaida                                                  |
| Bellerive Oval (Blundstone Arena)          | Hobart, Tasmània                              | 19.500    | North Melbourne                                                          |
| Carrara Stadium (People First Stadium)     | Gold Coast, Queensland                        | 22.500    | Gold Coast                                                               |
| Docklands Stadium (Marvel Stadium)         | Melbourne, Victòria                           | 56.347    | Carlton, Essendon, Hawthorn, North Melbourne, St Kilda, Western Bulldogs |
| Eureka Stadium (Mars Stadium)              | Ballarat, Victòria                            | 11.000    | Western Bulldogs                                                         |
| Kardinia Park (GMHBA Oval)                 | Geelong, Victòria                             | 40.000    | Geelong                                                                  |
| Manuka Oval                                | Canberra, Territori de la Capital Australiana | 15.000    | GWS                                                                      |
| Marrara Oval (TIO Stadium)                 | Darwin, Territori del Nord                    | 12.500    | Gold Coast                                                               |
| Melbourne Cricket Ground (MCG)             | Melbourne, Victòria                           | 100.024   | Carlton, Collingwood, Essendon, Hawthorn Melbourne, Richmond             |
| Norwood Oval (Coopers Stadium)             | Adelaida, Austràlia Meridional                | 10.000    | Adelaida                                                                 |
| Perth Stadium (Optus Stadium)              | Perth, Austràlia Occidental                   | 61.266    | Fremantle, West Coast                                                    |
| Sydney Cricket Ground (SCG)                | Sydney, Nova Gal·les del Sud                  | 48.000    | Sydney                                                                   |
| Sydney Showground Stadium (Engie Stadium)  | Sydney, Nova Gal·les del Sud                  | 23.500    | GWS                                                                      |
| The Gabba                                  | Brisbane, Queensland                          | 37.000    | Brisbane Lions                                                           |
| Traeger Park (TIO Traeger Park)            | Alice Springs, Territori del Nord             | 7.200     | Melbourne                                                                |
| York Park (University of Tasmania Stadium) | Launceston, Tasmània                          | 19.000    | Hawthorn                                                                 |

## Historial
Victorian Football League
| - 1897 Essendon - 1898 Fitzroy - 1899 Fitzroy - 1900 Melbourne - 1901 Essendon - 1902 Collingwood - 1903 Collingwood - 1904 Fitzroy - 1905 Fitzroy - 1906 Carlton - 1907 Carlton - 1908 Carlton - 1909 South Melbourne - 1910 Collingwood - 1911 Essendon - 1912 Essendon - 1913 Fitzroy - 1914 Carlton - 1915 Carlton - 1916 Fitzroy - 1917 Collingwood - 1918 South Melbourne - 1919 Collingwood - 1920 Richmond | - 1921 Richmond - 1922 Fitzroy - 1923 Essendon - 1924 Essendon - 1925 Geelong - 1926 Melbourne - 1927 Collingwood - 1928 Collingwood - 1929 Collingwood - 1930 Collingwood - 1931 Geelong - 1932 Richmond - 1933 South Melbourne - 1934 Richmond - 1935 Collingwood - 1936 Collingwood - 1937 Geelong - 1938 Carlton - 1939 Melbourne - 1940 Melbourne - 1941 Melbourne - 1942 Essendon - 1943 Richmond | - 1944 Fitzroy - 1945 Carlton - 1946 Essendon - 1947 Carlton - 1948 Melbourne - 1949 Essendon - 1950 Essendon - 1951 Geelong - 1952 Geelong - 1953 Collingwood - 1954 Footscray - 1955 Melbourne - 1956 Melbourne - 1957 Melbourne - 1958 Collingwood - 1959 Melbourne - 1960 Melbourne - 1961 Hawthorn - 1962 Essendon - 1963 Geelong - 1964 Melbourne - 1965 Essendon - 1966 St Kilda | - 1967 Richmond - 1968 Carlton - 1969 Richmond - 1970 Carlton - 1971 Hawthorn - 1972 Carlton - 1973 Richmond - 1974 Richmond - 1975 North Melbourne - 1976 Hawthorn - 1977 North Melbourne - 1978 Hawthorn - 1979 Carlton - 1980 Richmond - 1981 Carlton - 1982 Carlton - 1983 Hawthorn - 1984 Essendon - 1985 Essendon - 1986 Hawthorn - 1987 Carlton - 1988 Hawthorn - 1989 Hawthorn |

Australian Football League
| - 1990 Collingwood - 1991 Hawthorn - 1992 West Coast - 1993 Essendon - 1994 West Coast - 1995 Carlton - 1996 North Melbourne - 1997 Adelaide | - 1998 Adelaide - 1999 North Melbourne - 2000 Essendon - 2001 Brisbane - 2002 Brisbane - 2003 Brisbane - 2004 Port Adelaide - 2005 Sydney | - 2006 West Coast - 2007 Geelong - 2008 Hawthorn - 2009 Geelong - 2010 Collingwood - 2011 Geelong - 2012 Sydney - 2013 Hawthorn | - 2014 Hawthorn - 2015 Hawthorn - 2016 Western Bulldogs |

## Galeria

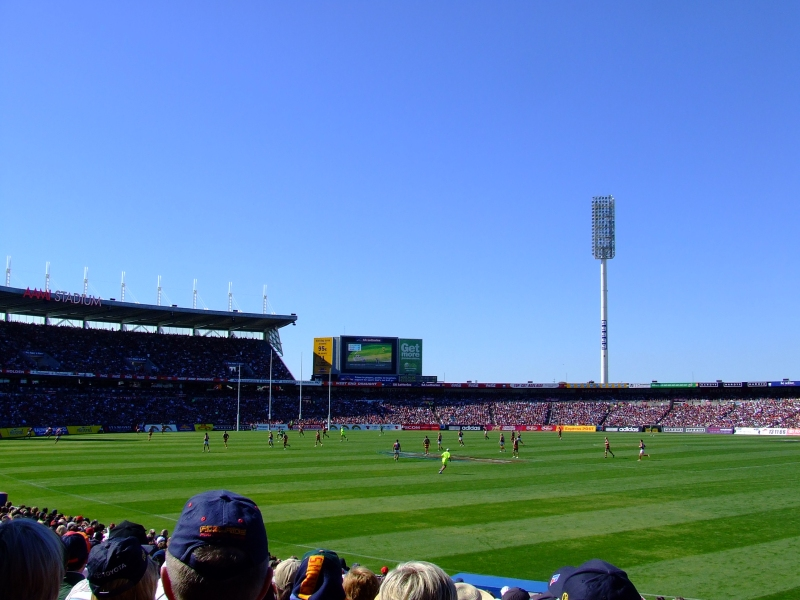
Partit al Football Park, Adelaida

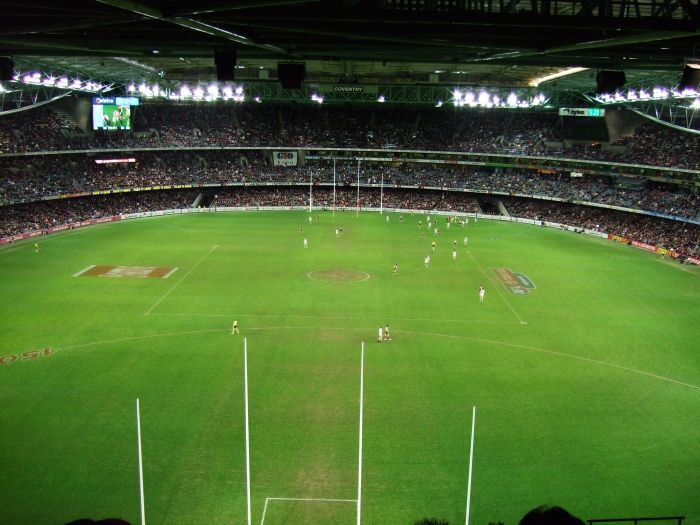
Partit al Docklands Stadium

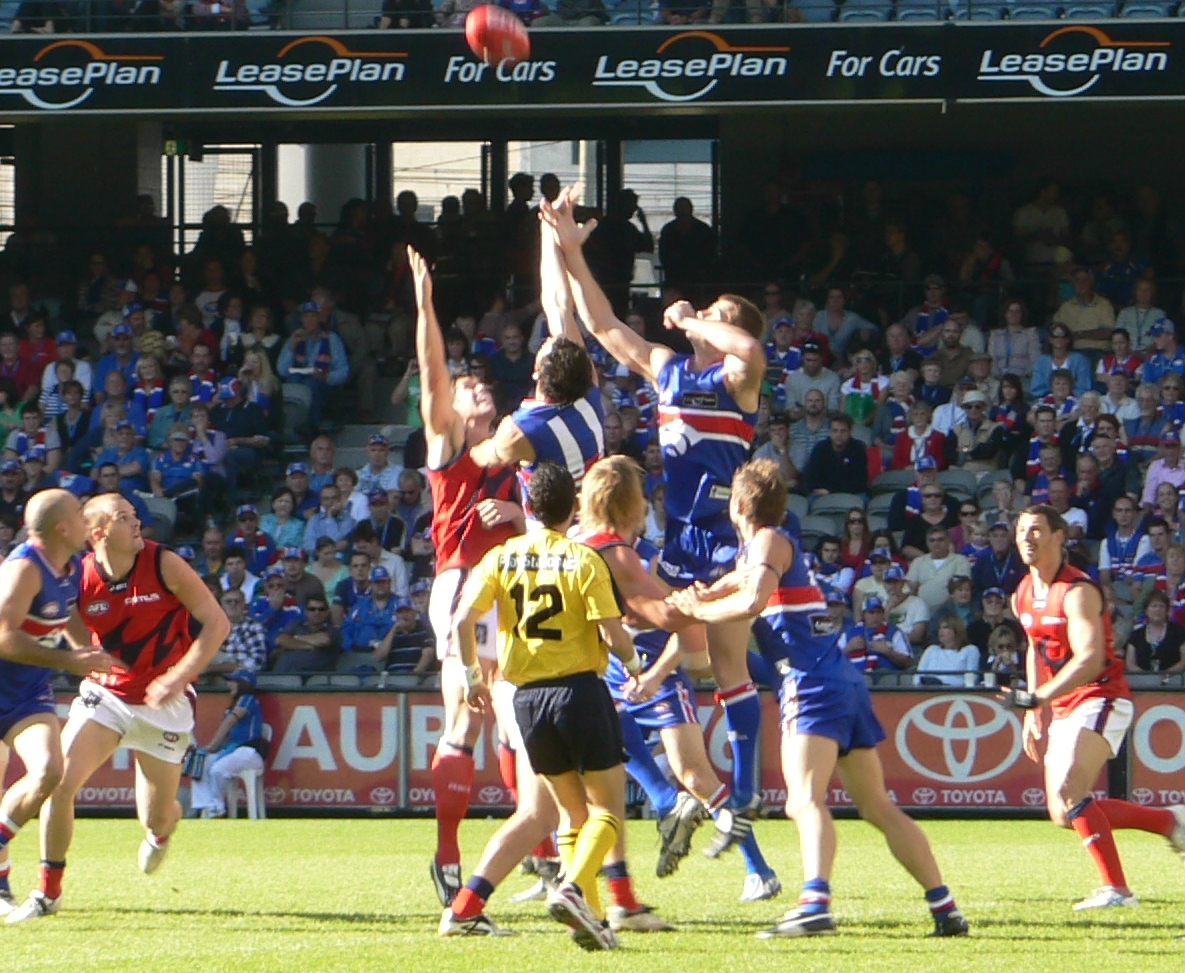
Partit al Docklands Stadium

|  |  |  |